# Плотников переулок
Пло́тников переу́лок (до 1922 года — Нико́льский переу́лок) — улица в центре Москвы, один из Арбатских переулков. Расположен в районах Хамовники и Арбат между Большим Могильцевским переулком и Арбатом.

## Происхождение названия
Возник на месте дворцовой Плотницкой (Плотничьей) слободы XVII века. Современное название получил в 1922 году по церкви Николая Чудотворца в Плотниках, находившейся в этом переулке (известна с 1625 года, разрушена в 1930-х годах). С XVIII века до 1922 года — Никольский переулок, по той же церкви. Среди других его названий были: Никольский, Сторожев.

## Описание
Плотников переулок начинается от Большого Могильцевского переулка и проходит на север. Практически в самом начале влево от него отходит Глазовский, затем справа примыкают Малый Могильцевский и Гагаринский переулки. Он пересекает Сивцев Вражек, затем к нему примыкает Кривоарбатский. Плотников переулок заканчивается на Арбате; на углу с ним стоит памятник Булату Окуджаве.

## Примечательные здания и сооружения

### По нечётной стороне
- № 11 — Архив внешней политики Министерства иностранных дел Российской Федерации;
- № 13 — дом 1985 года постройки. В 1991—1994 годах — в нём жил вице-президент СССР Г. И. Янаев[4], управляющий делами ЦК КПСС Н. Е. Кручина, министр иностранных дел СССР Э. А. Шеварднадзе.
- № 15 — Особняк (1884, архитектор М. К. Геппенер), в настоящее время — ресторан «Indus». С 1889 года дом принадлежал адвокату А. И. Урусову; в 1892 году, после окончания консерватории здесь недолго жил С. В. Рахманинов[5] (в то время у дома был номер 19 — см. письмо Ж. К. Гюисманса Урусову от 2 апреля 1893 года.[6])[7]. В доме рамещалось фотоателье А. Н. Стрекалова «Северная фотография»[8]. В начале XX века эта усадьба была куплена внучкой декабриста Михаила Фёдоровича Орлова — Елизаветой Николаевной Орловой. В одном из флигелей дома жил Михаил Осипович Гершензон. Позже Е. Н. Орлова во дворе дома построила довольно большой дом, в котором внизу поселились: она сама с матерью и её сестра, бывшая замужем за профессором Котляревским, а верхний этаж с мезонином она специально построила для семьи Гершензона[9].
- № 19/38, строение 1  7709643000 — Анастасьинская рукодельная школа (1908, архитектор А. Н. Зелигсон)[2]. Здесь в угловом владении жили: с 1893 г. до начала XX века первый русский физик-теоретик, профессор Н. А. Умов; в 1920-х гг. — пианист-педагог, профессор Московской консерватории (в 1920—1924 гг. её ректор), народный артист СССР К. Н. Игумнов; профессор Московского университета и университета Шанявского, минералог и кристаллограф Г. В. Вульф, профессор бактериолог П. В. Циклинская (1859—1923); филолог Д. Н. Ушаков[3]. В настоящее время — детский сад № 2277;
- № 21 — Доходный дом (1906, архитектор Н. Д. Бегичев). В 1900-х гг. жил поэт и писатель Андрей Белый[3]. В доме расположен Культурный центр «Дом Булата», музей Булата Окуджавы, музей кукол «Кукольный дом», проводятся выставки.
- № 23/47 — угловой дом (по Арбату, № 47) с почтой на углу; напротив — памятник Булату Окуджаве (скульптор — Георгий Франгулян). Когда-то тут стояло небольшое одноэтажное владение прямо напротив церкви Николая в Плотниках, но было выкуплено церковью, и в 1910 году по проекту архитектора М. Д. Холмогорова был построен 4-этажный доходный дом специально для служителей арбатских храмов, где они и расселились со своими семьями. После революции 1917 года квартиры православных служителей были превращены в коммуналки, куда селили приезжающих в Москву рабочих и бывших крестьян, бежавших от голода и полной разрухи из провинции. Перед самой войной в 1941 году были надстроены два верхних этажа, куда в специальные отдельные квартиры были поселены семьи крупных работников Министерства вооружения; дом был облицован, пущен лифт. Эти отдельные квартиры представляли собой большие однокомнатные, со временем их жители возвели стенные перегородки, сделавшие квартиры двух- или даже трехкомнатными. В квартирах продолжали проживать их потомки. В одной из таких квартир на верхнем этаже жила семья российского карикатуриста Виталия Пескова[10][11]), эта же квартира связана с детскими годами и впоследствии трагической судьбой его юного пасынка Виктора Коршикова, музыкального критика и автора юморесок[12][неавторитетный источник].

### По чётной стороне
- № 4/5 (по Малому Могильцевскому пер.)  771410292260005 — доходный дом (1907, архитектор Н. И. Жерихов), принадлежавший доктору коммерческих наук Герману Ефимовичу Бройдо[2][13], также известен под названием «Дом с писателями»[14][15].

Четырёхэтажное здание имеет два главных фасада — западный и северный, выходящие соответственно на Плотников и Малый Могильцевский переулки. Фасады украшают скульптурный фриз и карниз с лепным декором, портал главного входа также декорирован лепниной. Барельефный фриз состоит из скульптур в античном стиле, представляющих муз искусства, истории и науки и галереи русских писателей и поэтов XIX века, среди которых Н. В. Гоголь, А. С. Пушкин и Л. Н. Толстой. Авторство скульптур точно не установлено, предположительно, их выполнил Л. С. Синаев-Бернштейн; неизвестны и мотивы заказчика этого необычного дома. Существует городская легенда, что фризы предназначались для Музея изящных искусств на Волхонке, но были отвергнуты И. В. Цветаевым из-за «фривольного содержания».
Известные жильцы здания: патологоанатом И. Ф. Клейн, археолог Б. Н. Граков (1899—1970 гг.), боксёр С. С. Щербаков, актёр театра и кино Михаил Ефремов.
С 2008 года фасад находится в неудовлетворительном состоянии, скульптуры разрушаются. К 2017 году были утрачены барельефы с Пушкиным и Гоголем, маски Афины Паллады. Поскольку дом находится в частной собственности, городские власти отказывались выделять средства на реставрацию, а ТСЖ утверждало, что не имело полномочий на работу с памятником архитектуры. Ещё в 2013 году был разработан научный проект реставрации фасадов. После падения скульптуры Гоголя 24 июля 2017 года Департамент культурного наследия заявил, что ТСЖ будет привлечено к административной ответственности. По состоянию на 2018 год стены здания были затянуты строительной сеткой для срочных противоаварийных работ, а ремонт поручили непрофильной организации.
- № 6/8 — доходный дом (1909, архитектор Г. К. Олтражевский). С 1910-х годов жила семья биолога Н. В. Тимофеева-Ресовского. В 1920—1930-х гг. жил Н. М. Кижнер, один из организаторов советской анилинокрасочной промышленности[3]. В настоящее время — Второй торгово-промышленный дом;
- № 10 — жилой дом. Здесь жили в 1914—1916-х гг. геохимик и минералог А. Е. Ферсман; в 1920—1930-х гг.— профессор химии А. М. Настюков; в доме также жили скульптор В. И. Мухина (кв. № 7)[3], актёр Юрий Яковлев[20], композитор Тихон Хренников[21], певец Иван Суржиков[22]. Вторая жена Михаила Булгакова Любовь Евгеньевна Белозерская считала, что именно в этом доме находился «подвал Мастера».[23]
- № 12 — На этом месте в 1880-х годах прошли последние годы профессора механики и математики А. Ю. Давидова, одного из учредителей Московского математического общества. Во дворе дома рос многовековой дуб, в тени которого, как рассказывают старожилы[источник не указан 5261 день], любили отдыхать композитор Антон Рубинштейн и шахматист Александр Алехин[3]. При советской власти здесь находилась закрытая для посторонних гостиница ЦК партии с зимним садом и иными достопримечательностями, где принимались и обслуживались делегации зарубежных друзей и соратников, в частности, здесь принимали Фиделя Кастро[источник не указан 5261 день]. В настоящее время гостиница «Арбат». Гостиница относится к Управлению делами Президента Российской Федерации.
- № 20 — В доме на этом месте долгое время жил профессор механики Н. Н. Бухгольц. Был прихожанином и алтарником храма св. Николая в Плотниках[24].
- № 24 (по Арбату дом 45) — на этом месте стояла главная достопримечательность переулка — православная церковь Николы в Плотниках. Впервые церковь упоминается в документах 1625 года. Соорудили её жители небольшой слободы «государевых плотников».[25] История её такова. После Смутного времени и сожжения Москва начала заново строиться; выросла нужда в плотниках — даже новому государю, первому Романову негде было толком поселиться в Кремле. На Арбате появилась обширная слобода дворцовых плотников, они и выстроили деревянную церковь Николая Чудотворца, постепенно получившую прозвание Плотницкой (в Плотниках). В 1670—1677 годах церковь была перестроена в каменную одноглавую. «Каменный Никола с главным Троицким престолом был построен в по грамоте патриарха Иоакима и значился „в Плотнической слободе“, что свидетельствует в пользу версии о плотниках, живших тут в пик расцвета арбатских дворцовых слобод»[26]. Трехъярусная колокольня датирована 1771 годом. За годы существования к церкви неоднократно пристраивались престолы, трапезные и приделы (придел Николая Чудотворца выстроен в 1692 году, придел Балыкинской Божией Матери — в середине XIX века). В XVIII веке у церкви Николы в Плотниках расположилось владение боярина Василия Ивановича Стрешнева (1707—1782) — государственного деятеля, камергера, сенатора, одного из родственников Евдокии Стрешневой, второй жены царя Михаила Федоровича; сразу по свадьбе захудалый род Стрешневых вошёл в фавор. См. Фотографию церкви Николы в Плотниках 1882 года Архивная копия от 8 сентября 2013 на Wayback Machine. Этот храм помнил маленького А. С. Пушкина. В начале 1807 года семья будущего поэта жила в Кривоарбатском переулке, в приходе храма Николы в Плотниках, и маленький Пушкин был его прихожанином, что осталось в записях исповедных книг[26]. Среди прихожан Николы в Плотниках была семья славянофильского философа А. С. Хомякова (1804—1860), хотя духовником самого А. С. Хомякова остался отец Павел Беневоленский из храма Николы Явленного (у Серебряного переулка), стоявшего неподалёку, на другой стороне Арбата, где ранее проживали Хомяковы по адресу Арбат, дом 23[26]; тем не менее остальные члены его семьи при перемене адреса предпочли ходить поближе, к Николе в Плотниках, причем даже подружились с её священником: «Узнав, что жена священника больна чахоткой, Хомяковы подарили ей упитанную корову, чтобы у неё всегда было парное молоко»[26]. В этом же храме был крещен сын Хомяковых, Николай, крестным отцом которого стал Гоголь. В годы революции настоятелем храма Николы в Плотниках был протоиерей Владимир Воробьев, дед современного священника Владимира Воробьева, нынешнего ректора Свято-Тихоновского богословского института. Вскоре он был арестован. Пока он находился под арестом, в Никольско-Плотниковом храме служил иеромонах Варлаам (в 1937 году расстрелянный на Бутовском полигоне; причислен к лику святых, память 20 февраля). Однако в марте 1925 года Владимир Воробьев был освобожден из тюрьмы. С 1927 года близ Николы в Плотниках жил М. Н. Нестеров, ставший его прихожанином; художник подарил в храм Распятие своей работы[26]. Некоторое время прихожанин и даже алтарником храма был известный механик Н. Н. Бухгольц[24]. В 1929 храм закрыт, а потом в 1932 году снесен. Протоиерей Владимир Воробьев погиб в 1940 году в заключении. На этом месте в 1935 г. возведен жилой дом (архитектор Л. М. Поляков), где поселили потомков Александра Сергеевича Пушкина и Льва Николаевича Толстого, окружив их особым почетом, а также там жили: архитектор В. Г. Гельфрейх, полярник И. Д. Папанин, писательница М. С. Шагинян, переводчик на русский язык пролетарского гимна «Интернационал» А. Я. Коц[12][неавторитетный источник][26]. На первом этаже разместили один из отделов продуктового магазина «Диета».

Возле храма Николы в Плотниках находился дом Грязновой, где в первой половине 1820-х годов жил поэт и переводчик Михаил Дмитриев. Здесь на его обедах бывали Михаил Загоскин и другие литераторы.